# Надземний трубопровід

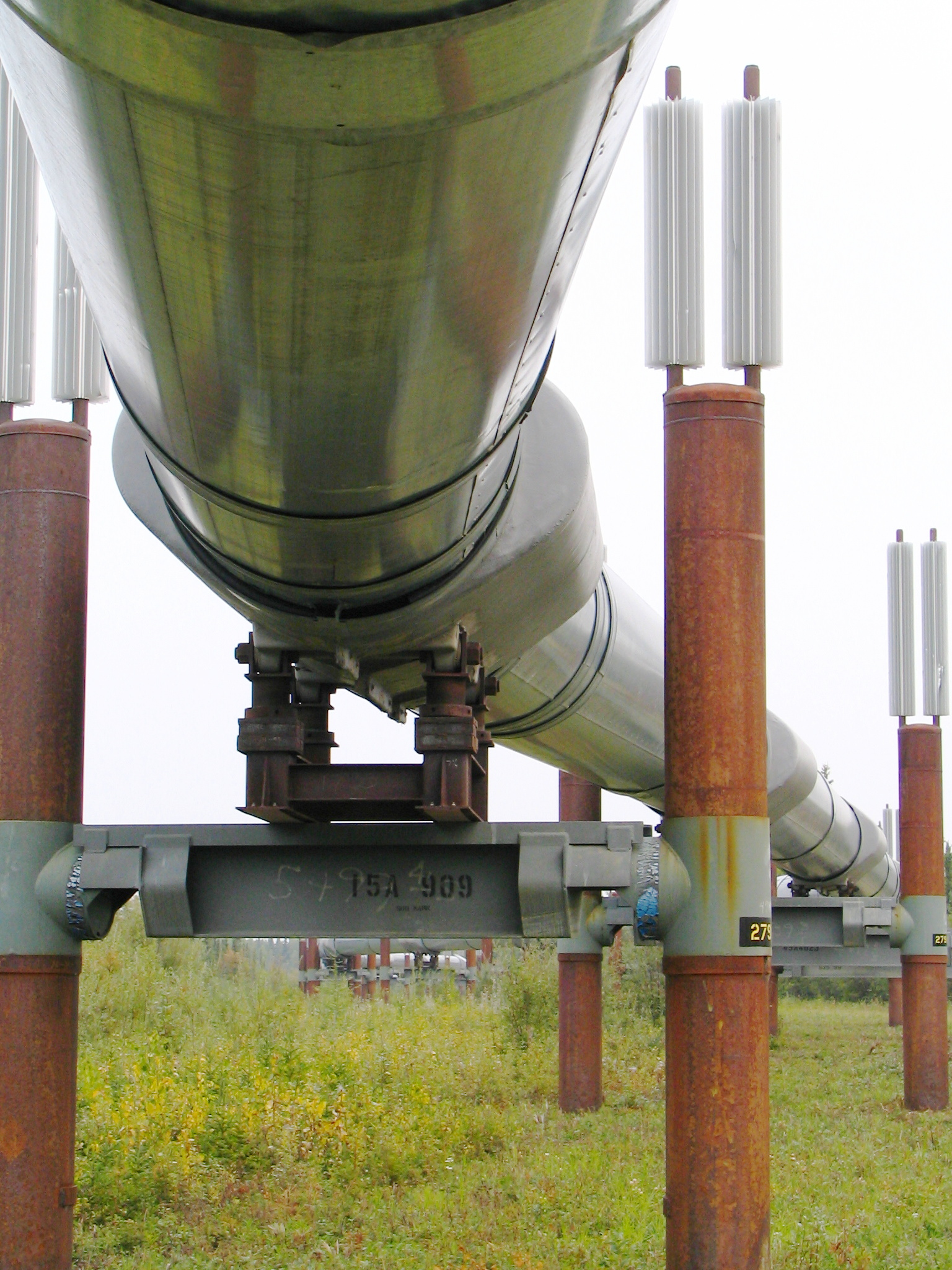
Надземна частина трансаляскинського нафтопроводу

Надземний трубопровід (англ. overhead pipeline, above-ground pipeline; нім. Übertagerohrleitung f, über der Erde verlegte Rohrleitung f) — комплекс споруд для транспортування газоподібних, рідких або твердих продуктів, який прокладається на окремих опорах або естакадах на відстані від ґрунту не менше 25 см.